# Lasiotrochus
Lasiotrochus es un género de foraminífero bentónico de la familia Lasiodiscidae, de la superfamilia Archaediscoidea, del suborden Fusulinina y del orden Fusulinida. Su especie tipo es Lasiotrochus tatoiensis. Su rango cronoestratigráfico abarca el Pérmico.

## Discusión
Algunas clasificaciones más recientes incluyen Lasiotrochus en la superfamilia Lasiodiscoidea, del suborden Archaediscina, del orden Archaediscida, de la subclase Afusulinana y de la clase Fusulinata.

## Clasificación
Lasiotrochus incluye a las siguientes especies:
- Lasiotrochus hajnehajensis †
- Lasiotrochus parvus †
- Lasiotrochus sichuanicus †
- Lasiotrochus succinctus †
  - Lasiotrochus succinctus tokushimus †
- Lasiotrochus tatoiensis †